# Copa Rio de 2009
A Copa Rio de Profissionais de 2009 foi a 14ª edição da Copa Rio. Nesta edição, que seguiu o padrão das duas últimas, o torneio foi disputado pelos clubes considerados "pequenos" do Estado do Rio de Janeiro, realizado com o propósito de movimentar as equipes após a disputa do Campeonato Carioca de 2009, além de oferecer ao campeão uma vaga na Copa do Brasil de 2010 e ao vice-campeão uma vaga na Série D de 2010.
O torneio foi organizado pela Federação de Futebol do Estado do Rio de Janeiro e divido em 4 fases; além de ter tido jogos, em sua grande maioria, às quartas e aos sábados às 15h. A final foi disputada por Madureira e Tigres do Brasil, sagrando-se campeão o segundo time, de Xerém.

## Equipes envolvidas

### Equipes desistentes
Antes de a competição começar, algumas equipes desistiram de participar, mesmo tendo direito à vaga por suas classificações nas Séries B e C do Carioca de 2008. Com isso, vagas foram abertas até que algum clube que se tivesse posicionado mais abaixo na classificação de 08 preenchesse a vaga (casos de CFZ, Fênix e Sendas). Além disso, a FFERJ diminuiu o número de participantes de 18 para 17, pois, com as inúmeras desistências dos times da Série B e a do Sampaio Corrêa, convidado mesmo sendo da Série C, não havia mais tempo para fechar o calendário.
Por fim, mais um problema. Apesar de o regulamento falar que equipes classificadas para a Copa do Brasil ou para as Série B ou C de 2009, casos de Americano e Duque de Caxias respectivamente, não pudessem disputar a Copa Rio, o clube campista entrou na competição. Isso ocorreu porque o Mesquita, que fora o antepenúltimo da 1ª Divisão de 2008 e poderia preencher a vaga faltosa de um time da Série A, desistiu e a FFERJ não aceitou o pedido de entrada do América, rebaixado no ano anterior. Assim, o time de Campos aceitou participar do torneio.
Segue a lista de desistentes: